# Царёва, Ольга Юрьевна
Ольга Юрьевна Царёва (25 января 1990, Сыктывкар) — российская лыжница, неоднократная чемпионка России, призёр всемирной Универсиады. Мастер спорта России.

## Биография
Занималась лыжным спортом с третьего класса у тренеров Андрея Ванеева (д. Керос Республики Коми), Виктора Ревина (Сыктывкар). На внутренних соревнованиях представляет Республику Коми и спортивное общество «Динамо». В отдельных сезонах представляла параллельным зачётом Москву.
Неоднократная победительница и призёр первенств России и всероссийских соревнований среди юниоров (до 21 года) и молодёжи (до 23 лет).
В 2013 году принимала участие в зимней Универсиаде в Италии, где стала серебряным призёром в спринте классическим стилем, а также заняла пятое место в масс-старте на 15 км. Участница молодёжного чемпионата мира 2011 года в Отепя, лучшим результатом стало седьмое место в спринте.
На уровне чемпионата России завоевала ряд медалей, в том числе золото в 2017 году в командном спринте, эстафете и масс-старте на 50 км, в 2018 году в командном спринте, в 2019 году в эстафете и командном спринте; серебро — в 2016 году в гонке на 10 км и масс-старте на 30 км, в 2018 году в масс-старте на 50 км; бронзу — в 2013 и 2016 годах в командном спринте, в 2018 году в эстафете. Становилась победительницей этапов Кубка России, абсолютная победительница Кубка России 2018 года. Призёр летних всероссийских соревнований. Победительница Югорского марафона (2018), спринтерских соревнований на «Красногорской лыжне», Кубка Хакасии.
Дебютировала на Кубке мира в феврале 2012 года на этапе в Москве, заняв 52-е место в спринте. В сезоне 2016/17 набрала свои первые очки в Кубке мира, заняв 29-е место в гонке на этапе в Валь-ди-Фьемме.
На уровне Кубка Восточной Европы одержала не менее 4 побед и не менее 15 раз попадала в призовую тройку.